# Església parroquial de Santa Magdalena (Moncofa)
L'Església Parroquial de Santa Magdalena, situada a la plaça de l'Església s/n, és un lloc de culte catòlic situat a Moncofa, Plana Baixa, catalogat com Bé de Rellevància Local segons la Disposició Addicional Cinquena de la Llei 5/2007, de 9 de febrer, de la Generalitat, de modificació de la Llei 4/1998, d'11 de juny, del Patrimoni Cultural Valencià (DOCV Núm. 5.449 / 13/02/2007), amb codi 12.06.077-002.

## Descripció històric artística
L'església té com a titular a santa Maria Magdalena, que és a més la patrona de Moncofa, i se situa al centre urbà de la població, en una plaça en la qual encara es poden observar vestigis de les antigues muralles de Moncofa.
L'església es va construir entre el segle xvii i el XVII, es va iniciar en 1698 i es va concloure en 1796; sobre les restes d'un temple anterior datat del segle xiv, del 1329 en concret.
L'estil de l'església és de transició entre el barroc i el neoclassicisme valencià. La planta basilical amb capelles laterals de reduïdes dimensions. Els altars situats en les capelles laterals estan dedicats a: Santa Maria Magdalena, Immaculada Concepció, San Isidre, el Sant Sepulcre, Crist de l'Agonia i Jesús Natzaré entre d'altres. Mentre, en l'altar major, datat de 1798, se situa sota una volta de canó amb casetons i medallons decorats amb diverses pintures relacionades amb la titular del temple, com la que reflecteix l'exaltació de Maria Magdalena. És d'estil barroc i al centre, en una fornícula (flanquejada per dues columnes de fusta tallades seguint estil corinti), pot contemplar-se la imatge de Maria Magdalena.
El temple posseeix una torre campanar construïda al segle xviii i reformat entre 1941 i 1944. S'alça en un lateral de la façana principal de l'església. Presenta planta quadrada i dos cossos. El primer queda totalment integrat en la façana del temple encara que tinga uns quants centímetres més que la pròpia façana. Aquest primer cos s'inicia a partir d'un sòcol de carreus amb dos trams separats per una motllura de pedra. A més els carreus s'utilitzen també com a reforç en les cantonades. El primer i segon cos se separen per una cornisa decorada. Aquest segon cos presenta quatre finestres d'arc de mig punt on se situen les campanes, estant decorades per quatre pilastres cadascuna d'elles, tot això erigit sobre un basament. Aquest últim cos té una cornisa en la qual es pot observar una balustrada que conforma el terrat.
Les campanes de la torre són quatre anomenades: Àngel de la Guarda, de 1940, és la més petita; la segueixen les campanes La Puríssima i Sant Antoni Abat, ambdues de 1940 (les campanes originals del temple van desaparèixer al començament de la guerra del 36) també. La campana de major grandària és l'anomenada Santa Maria Magdalena, datada de 1941. Les quatre campanes estan foses en la Fosa Germans Roses de Silla.
El temple va sofrir considerables danys durant la contesa nacional del 36 i el Servei Nacional de Regions Devastades i Reparacions es va fer càrrec de reconstruir el temple i el seu campanar, així com de comprar una nova maquinària per al rellotge de la torre, encara que actualment no funciona. Més tard, en 1967 es va mecanitzar el toc de les campanes i en 2009 es va procedir a modernitzar la seva mecanització.
En el marc del conveni signat entre el bisbat de Sogorb-Castelló i l'Administració autonòmica, es va aprovar, en 2007, un projecte de rehabilitació del temple i de la seva torre campanar, i la Conselleria de Cultura i Esport va donar el seu vistiplau a atorgar una subvenció a l'organisme provincial, dins del pla amb el qual es fomenta la restauració del patrimoni eclesial.